# Fonotática
Fonotática (do grego antigo phōnḗ "voz, som" e taktikós "que tem a ver com arranjos") é um ramo da fonologia que lida com restrições em uma língua nas combinações permitidas de fonemas. A fonotática define a estrutura silábica permitida, encontros consonantais e sequências vocálicas por meio de restrições fonotáticas.
As restrições fonotáticas são altamente específicas do idioma. Por exemplo, em japonês, encontros consonantais como /st/ não ocorrem. Da mesma forma, os conjuntos /kn/ e /ɡn/ não são permitidos no início de uma palavra no inglês moderno, mas são em alemão e holandês (nos quais o último aparece como /ɣn/) e eram permitidos em inglês antigo e médio. Em contraste, em algumas línguas eslavas /l/ e /r/ são usados com vogais como núcleos de sílabas.
As sílabas têm a seguinte estrutura segmentar interna:
- Onset/Ataque (opcional)
- Rima (obrigatória, composta por núcleo e coda):
  - Núcleo (obrigatório)
  - Coda (opcional)

Tanto o início como a coda (posição pós-vocálica de uma sílaba) podem estar ausentes, formando uma sílaba apenas vocálica, ou alternativamente, o núcleo pode ser ocupado por um consoante silábica. Sabe-se que a fonotática afeta a aquisição de uma segunda língua.

## Fonotática inglesa
A sílaba (e palavra) em inglês doze /twɛlfθs/ é dividido no início /tw/, o núcleo /ɛ/ e a coda /lfθs/; assim, pode ser descrito como CCVCCCC (C = consoante, V = vogal). Nesta base é possível formar regras pelas quais representações de classes de fonemas podem preencher o cluster. Por exemplo, o inglês permite no máximo três consoantes em um ataque, mas entre palavras nativas com acentos padrão (e excluindo alguns empréstimos obscuros, como esfragística), os fonemas em um ataque de três consoantes são limitados ao seguinte esquema: 
/s/ + stop + approximant:
- /s/ + /tʃ/ + /ɹ/

- stream

- /s/ + /t/ + /j/ (não na maioria dos dialetos do inglês americano)

- stew

- /s/ + /p/ + /j ɹ l/

- sputum
- sprawl
- splat

- /s/ + /k/ + /j ɹ l w/

- skew
- scream
- sclerosis
- squirrel

Essa restrição pode ser observada na pronúncia da palavra blue: originalmente, a vogal de blue era idêntica à vogal de cue, aproximadamente [iw]. Na maioria dos dialetos do inglês, [iw] mudou para [juː]. Teoricamente, isso produziria *[bljuː]. O aglomerado [blj], no entanto, infringe a restrição para ataques de três consoantes em inglês. Portanto, a pronúncia foi reduzida para [bluː] por elisão do [j] no que é conhecido como queda de iod.
Nem todas as línguas têm esta restrição; comparar espanhol pliegue [ˈpljeɣe] ou francês pluie [plɥi].
As restrições à fonotática do inglês incluem: 
- Todas as sílabas têm núcleo
- Sem consoantes geminadas
- Sem início /ŋ/
- Não /h/ na coda da sílaba (exceto em inglês irlandês)
- Sem africadas ou /h/ em inícios complexos
- A primeira consoante em um ataque complexo deve ser uma obstrutiva (ex. stop; combinações como * nt at ou * rk oop, com uma sonora, não são permitidas)
- A segunda consoante em um ataque complexo não deve ser uma obstrutiva sonora (por exemplo, * zd op., não ocorre)
- Se a primeira consoante em um ataque complexo não for /s/, o segundo deve ser um líquido ou um deslizamento
- Cada subsequência contida em uma sequência de consoantes deve obedecer a todas as regras fonotáticas relevantes (a regra do princípio da subcorrente)
- Não há deslizamentos em codas de sílabas (excluindo as off glides de ditongos)
- A segunda consoante em uma coda complexa não deve ser /r/, /ŋ/, /ʒ/, ou /ð/ (compare asma, tipicamente pronunciada/ˈæzmə/ ou/ˈæsmə/, mas raramente /ˈæzðmə/)
- Se a segunda consoante em uma coda complexa for pronunciada, a primeira também o será.
- Uma obstruente seguindo /m/ ou /ŋ/ em uma coda deve ser homorgânica com a nasal
- Duas obstruentes na mesma coda deve compartilhar voz (compare ki ds/kɪdz/ com ki ts/kɪts/)

## Princípio de sequenciamento de sonoridade
Os segmentos de uma sílaba são distribuídos universalmente seguindo o Princípio de Sequenciamento de Sonoridade (PSS), que afirma que, em qualquer sílaba, o núcleo tem sonoridade máxima e a sonoridade diminui à medida que você se afasta do núcleo. A sonoridade é uma medida da amplitude de um som da fala. A classificação específica de cada som da fala por sonoridade, chamada de hierarquia de sonoridade, é específica da língua, mas, em suas linhas gerais, dificilmente varia de uma língua para outra, significando que todas as línguas formam suas sílabas aproximadamente da mesma maneira no que diz respeito à sonoridade.
Para ilustrar o SSP, a fricativa alveolar surda [s] é inferior na hierarquia de sonoridade do que o aproximante lateral alveolar [l], então a combinação /sl/ é permitido em ataques e /ls/ é permitido em codas, mas /ls/ não é permitido em ataques e /sl/ não é permitido em codas. Daí deslizamentos /slɪps/ e pulsar /pʌls/ são possíveis palavras em inglês, enquanto *lsips e *pusl não são.
O PSS expressa uma tendência interlinguística muito forte, porém, não leva em conta os padrões de todas as margens de sílabas complexas, pois há agrupamentos iniciais e finais que violam o PSS, de duas maneiras: a primeira ocorre quando dois segmentos numa margem possuem a mesma sonoridade, o que é conhecido como platô de sonoridade. Tais margens são encontradas em alguns idiomas, incluindo o inglês, como nas palavras esfinge e fato (embora observe que phsinx e fatc violam a fonotática do inglês).
A segunda ocorrência de violação do SSP é quando um segmento periférico de uma margem apresenta maior sonoridade do que um segmento mais próximo do núcleo. Essas margens são conhecidas como reversões e ocorrem em alguns idiomas, incluindo o inglês (roubar [stiːɫ], apostas /bɛts/) ou francês (dextre /dɛkstʁ/, mas originalmente /dɛkstʁə/, strict /stʁikt/).